# The Solar Film
The Solar Film, laut Filmvorspann A Short Film on Solar Energy, ist ein US-amerikanischer teilanimierter Kurzfilm von Elaine Bass und Saul Bass aus dem Jahr 1979.

## Handlung
Der Film beschreibt die Entstehung der Erde und die Rolle der Sonne, die das Leben erst ermöglichte. Es folgt ein Überblick über das Verhältnis der Menschen der Sonne gegenüber, das von Angst, über Anbetung bei den Ägyptern bis hin zur Nutzung der Sonne als Orientierungsmöglichkeit oder Wärmespender reichte. In neuerer Zeit kommen als Wärme- und Energiespender hingegen ausschließlich Kohle und Öl infrage. Die Folgen sind massive Luftverschmutzung, eine verbaute Landschaft und – durch die Benzinproduktion – auch die Zunahme der Autos auf den Straßen, was wiederum zu Staus führt. Kohle und Luft wiederum sind endlich.
Ein Ausweg aus der scheinbaren Sackgasse bietet die Solarenergie. Sie wird durch verschiedene Personen im Film unter anderem als preiswert, schadstofffrei und unfallfrei bezeichnet. Die Sonne habe zudem den Vorteil, dass sie der Menschheit noch sehr lange erhalten bleibe. Aufnahmen von Solaranlagen folgt die Aufnahme eines Kleinkindes, dass der untergehenden Sonne entgegengeht. Der Abspann ruft den Zuschauer dazu auf, Solarenergie stärker als Energiequelle zu nutzen bzw. als Alternative wahrzunehmen und die Nutzung zu fördern.

## Produktion
The Solar Film entstand als Film für Consumer Action Now. Die Animationssequenzen um Kohle und Öl stammen von Art Goodman und Herb Klynn. Erzähler des Films ist John H. Mayer. Der Film wurde erstmals 1979 veröffentlicht und lief 1980 unter anderem auf dem Chicago International Film Festival.

## Auszeichnungen
The Solar Film wurde 1980 für einen Oscar in der Kategorie Bester Kurzfilm nominiert.